# Ahl Sidi Lahcen
Ahl Sidi Lahcen (franska: Ahl Sidi Lahcen (CR), Ahl Sidi Lahcen (Commune Rurale), arabiska: تيسة (البلدية)) är en kommun i Marocko.   Den ligger i provinsen Sefrou och regionen Fès-Meknès, i den nordöstra delen av landet, 200 km öster om huvudstaden Rabat. Antalet invånare är 5 290.